# Município de Franklin (condado de Mercer, Ohio)
Localização do Ohio nos E.U.A.
O município de Franklin (em inglês: Franklin Township) é um município localizado no condado de Mercer no estado estadounidense de Ohio. No ano de 2010 tinha uma população de 2285 habitantes e uma densidade populacional de 32,15 pessoas por km².

## Geografia
O município de Franklin encontra-se localizado nas coordenadas 40° 29′ 02″ N, 84° 31′ 03″ O. Segundo o Departamento do Censo dos Estados Unidos, o município tem uma superfície total de 71.07 km², da qual 64,44 km² correspondem a terra firme e (9,33 %) 6,63 km² é água.

## Demografia
Segundo o censo de 2010, tinha 2285 pessoas residindo no município de Franklin. A densidade populacional era de 32,15 hab./km².